# Dunkirk (New York)
Dunkirk város az Egyesült Államokban, New York állam Chautauqua megyéjében, az Erie-tó déli partján. Az 1800-as évek elején alapították telepesek, de hivatalosan csak 1880-tól építették be. Lakosainak száma 12 743 fő (2020. április 1.). A város határos egy szintén Dunkirk nevű kisvárossal és Fredonia faluval. Területe 11,8 km², aminek több mint 99%-a szárazföldi terület.
A Jamestown Közösségi Főiskola egy kara a városban működik. Valaha Dunkirkben állt a világ legmagasabb, egy darabból álló fa zászlórúdja. A Nemzeti Gárda egyik bázisa Dunkirkben működik.

## Népesség
A település népességének változása:

| 2010 | 12 563 |
| 2020 | 12 743 |

## Fordítás
Ez a szócikk részben vagy egészben  a   Dunkirk, New York című angol Wikipédia-szócikk ezen változatának fordításán alapul.  Az eredeti cikk szerkesztőit annak laptörténete sorolja fel. Ez a jelzés csupán a megfogalmazás eredetét és a szerzői jogokat jelzi, nem szolgál a cikkben szereplő információk forrásmegjelöléseként.